# Lazar Kahan
Lazar (Lejzor) Kahan (ur. 1885 w Kuldydze, zm. 1946 w Szanghaju) – żydowski dziennikarz, tłumacz i publicysta, związany (od 1916) z ugrupowaniem fołkistów. Był synem Szymona i Racheli Frumów oraz bratem innego żurnalisty, Izraela Kahana.

## Życiorys
Urodził się w rodzinie o tradycjach rabinackich. Uczył się w szkole religijnej, a szkołę średnią ukończył w trybie eksternistycznym. W tym czasie nawiązał kontakty z organizacją syjonistyczną Ceirej Syjon w Dźwińsku. W 1905 znalazł się w Łodzi, a następnie pracował w Warszawie.  Publikował w jidysz w gazetach takich jak „Der Weg”, „Unzer Leben”, „Roman-Cajtung” i „Jidyszn Wochnblat”. W 1907 na stałe zatrudnił się w redakcji czasopisma „Łodzer Nachrichtn” (jid. Wiadomości Łódzkie), a w latach 1908–1915 pracował w „Łodzer Tagebłat” (jid. Łódzka Gazeta Codzienna). Jednocześnie publikował w kilku innych tytułach, takich jak „Hajnt”, „Der Moment”, „Der Frajnt”.
W latach 1910–1911 rozpoczął samodzielnie wydawać periodyki: „Di Nachrichtn” (jid. Wiadomości) oraz „Łodzer Jidisze Cajtung” (jid. Łódzka Gazeta Żydowska). Później, w latach 1915–1917 zajął się redagowaniem i wydawaniem dziennika Warszewer Tagebłat, a następnie „Dos Fołk” (lata 1915–1920). Razem z bratem zajmował się wydawaniem Dos Łodzer Fołksbłat (jid. Łódzka Gazeta Ludowa). W tym czasie trudnił się także tłumaczeniem dzieł literatury pięknej z języka polskiego na jidysz. Przetłumaczył m.in. Ziemię obiecaną Władysława Reymonta. W 1924 roku napisał monografię Jidn als pioniern fun tekstil-industrie (jid. Żydzi jako pionierzy przemysłu tekstylnego), a w 1925 leksykon Lazar Kahan ilustrirten jorbuch far industrie, handel un finansen (jid. Ilustrowany rocznik Lazara Kahana, poświęcony przemysłowi, handlowi i finansom).
W swojej twórczości używał wielu pseudonimów, m.in. Lik, Razi′el, Kahan I.
W 1926 roku Kahan został redaktorem naczelnym dziennika wychodzącego w Warszawie – „Unzer Ekspres”. Oprócz aktywności dziennikarskiej i wydawniczej, był także działaczem kulturalnym, społecznym i politycznym. W orbicie jego zainteresowań znajdował się m.in. teatr. Piastował stanowisko przewodniczącego stowarzyszenia Dramatisze Kunst (jid. Sztuka Dramatyczna). Pełnił także funkcję radnego gminy żydowskiej w Łodzi (1923–1926) i Warszawie (1932).
Po wybuchu II wojny światowej, zmuszony był do zamieszkania w Wilnie. Później emigrował na wschód, w ucieczce przed postępującą armią hitlerowskich Niemiec. W 1941 roku znalazł się w Kobe, a później w Szanghaju. Tam powrócił do działalności wydawniczej. Publikował dla tamtejszych Żydów w języku jidysz i wydawał gazetę „Unzer Wełt”.